# Гуляючи по вулицях
«Гуляючи по вулицях» (англ. To Walk a City's Street) — науково-фантастичне оповідання Кліффорда Сімака. Вперше опублікованано у журналі Роберта Хоскінса з обкладинкою авторства Джима Стеранко 1972-го року.

## Сюжет
Уряд США, піклуючись про здоров'я нації, надіслав гуляти по вулицях країни людину, що випромінює здоров'я з непередбачуваними наслідками.

## Головні герої
1. Ерні — людина «зцілювач».
2. Джо — агент уряду.
3. Чарлі — агент уряду.